# Palazzo della Camera di Commercio (Benevent)

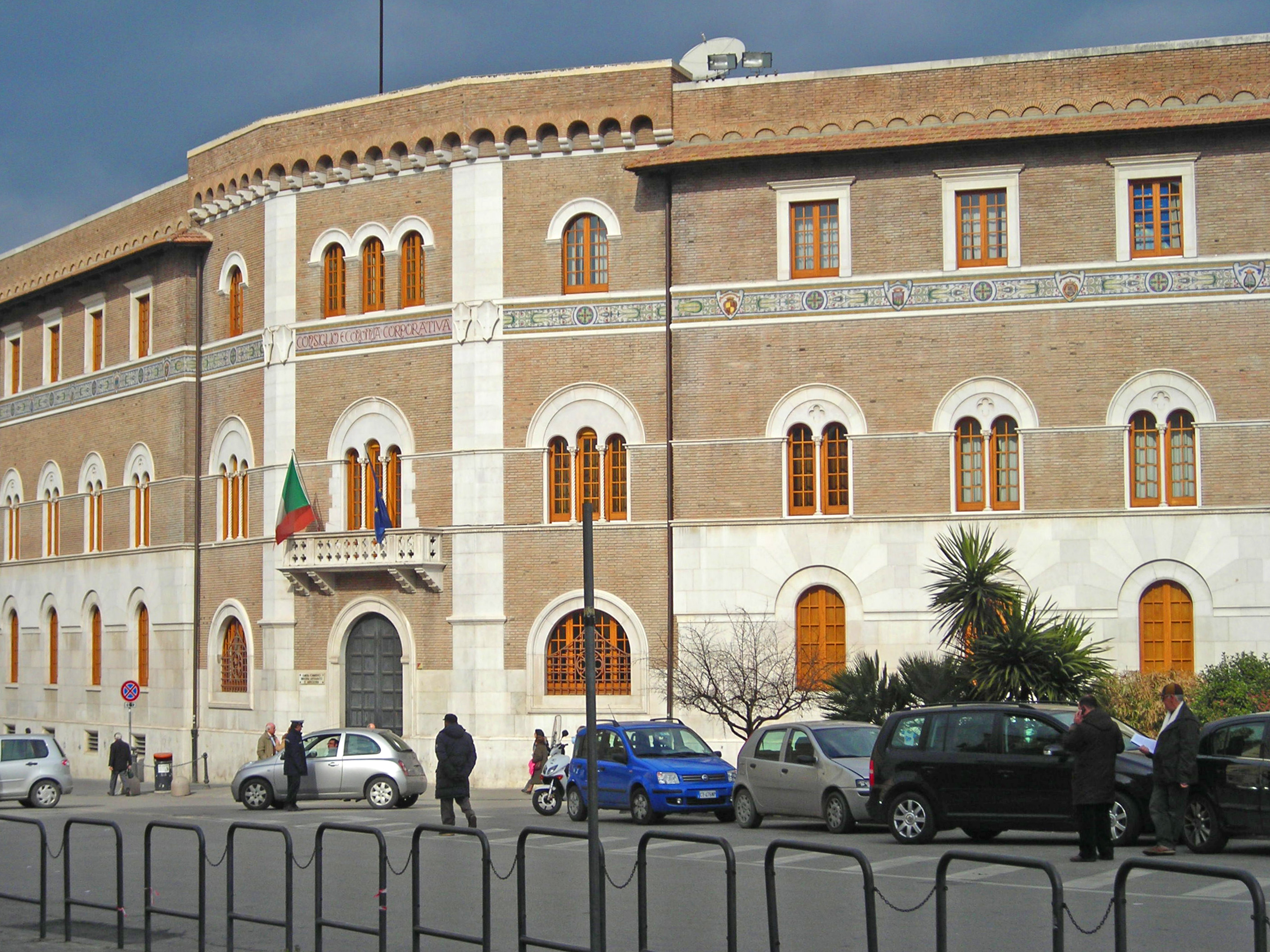
Palazzo della Camera di Commercio in Benevent

Der Palazzo della Camera di Commercio (deutsch Palast der Industrie- und Handelskammer) ist ein Palast aus den 1930er-Jahren im Stadtzentrum von Benevent in der italienischen Region Kampanien. Der Haupteingang des Gebäudes liegt gegenüber der Rocca dei Rettori an der Piazza IV Novembre, 1 (auch Piazza Castello), aber das Gebäude setzt sich bis zum Beginn des Corso Giuseppe Garibaldi (östliches Ende) fort, gegenüber dem Palazzo del Governo.

## Geschichte
Der Bau des neuen Sitzes des Provinzialrates für die Wirtschaft von Benevent, der bis dahin am Corso Giuseppe Garibaldi seinen Sitz hatte, wurde 1930 mit einem Budget von 1.530.000 ITL beschlossen. Mit der Projektierung des Gebäudes wurde der Bauingenieur Giovanni Boccaccino beauftragt, der sich um den Bau selbst und dessen Ausstattung kümmerte, wobei der Architekt Mario Gioia aus Aquileia für die künstlerische Gestaltung zuständig war.
Der Bau, der im März 1932 begonnen wurde, wurde 1935 fertiggestellt.
Seit 2020 sind dort die kampanischen Regionalbüros von Eurispes untergebracht.

## Beschreibung
Der Palast hat einen L-förmigen Grundriss, dessen längerer Arm jedoch gebogen ist, um dem Verlauf des Corso Giuseppe Garibaldi zu folgen. Er hat drei Stockwerke, jedes mit 22 Räumen.
Gioia kümmerte sich um jedes Detail des Palastes, sodass er ein wahres Kunstwerk schuf. Die Fassade aus weißen Marmorplatten und Ziegeln, die von der romanischen Architektur beeinflusst ist, zeigt Doppel- und Dreifachfenster in den oberen Stockwerken; ein Keramikgesims, dekoriert mit den Symbolen der einzelnen Berufe, ein Werk des Künstlers Lorenzo Zoppoli, erstreckt sich unter den Fenstern des obersten Stockwerks. Als Bodenbelag und zur Verkleidung der Wände, Säulen und Baluster verwendete man roten Marmor aus Vitulano.
Die Ausstattung der bedeutendsten Säle wurde von Luigi Tresca, ebenfalls einem örtlichen Künstler, geschaffen; dort gibt es auch zwei Gemälde bekannter, örtlicher Künstler aus dem 19. Jahrhundert: „Campagna beneventana“ (dt.: Landschaft um Benevent) des Malers Attilio Zanchelli und „Pane e terra“ (dt.: Brot und Erde) von Nicola Ciletti.
2005 wurde an der Fassade des Palastes ein Lichtdesignprojekt realisiert, mit dem man diejenigen Elemente durch den Einsatz von Licht in weichen Farben herausstellen wollte, die aus der Hauptfassade vorspringen (Kraggewölbe, Balkone und Einfachfenster, Doppel- und Dreifachfenster mit den zugehörigen gedrehten Säulen); man wollte eine Einfügung in die nächtliche Umgebung erreichen, zusammen mit Variationsmöglichkeiten, um verschiedene „Szenen“ zu schaffen.

### Dokumentenarchiv
Das Archiv der Industrie- und Handelskammer wurde im Zweiten Weltkrieg fast vollständig zerstört und die laut „Guida agli archivi storici delle Camere di commercio“, der 1996 vom Kulturministerium veröffentlicht wurde, verbleibenden Dokumente befinden sich in suboptimalem Zustand in dem Palast. Dieselbe Publikation erwähnt, dass die Bibliothek der Industrie- und Handelskammer Benevent im selben Jahr 6000 Bände umfasste.